# Sebastian Constien
Sebastian Constien (* 23. Dezember 1979 in Bützow) ist ein deutscher Kommunalpolitiker der SPD.

## Leben
Sebastian Constien studierte Jura an den Universitäten Berlin und Rostock. Ab dem Jahr 2008 arbeitete er als Jurist im Rechts- und Kommunalaufsichtsamt des ehemaligen Landkreises Güstrow. Im Jahr 2010 wurde Constien zum hauptamtlichen Bürgermeister von Bützow gewählt. Gleichzeitig bekleidete er das Amt des Verwaltungsleiters des Amtes Bützow-Land.
Bei der Wahl zum Landrat des Landkreises Rostock im September 2013 erreichte er den zweiten Platz, die Stichwahl am 6. Oktober 2013 konnte Sebastian Constien mit 50,7 % der Stimmen knapp für sich entscheiden und trat damit die Nachfolge des im März 2013 verstorbenen Landrates Thomas Leuchert an. Im Jahr 2020 wurde er mit 54,6 % wiedergewählt.